# Sjölök
Sjölök, Urginea maritima, växer vid Medelhavets kuster, i Portugal och på Kanarieöarna och tillhör sjölöksläktet.

## Egenskaper
Lökarna har röda eller vita skal, har ett tvärsnitt på upp till 30 cm och kan väga upp till 2,5 kg.
De mellersta lökskalen förlorar vid utvinningen ca 80 % av vikten sedan de blivit sönderskurna och torkade i solen. De upp till 5 mm tjocka bitarna är vitgula, hornartade och genomskinliga. De har ingen framträdande lukt men en kväljande, slemmig och bitter smak.
Det torkade materialet innehåller ca 3 % kalciumoxalat, glykosiderna scillain, scillitin, scillidiuretin och scillaren samt ett färglöst, amorft kolhydrat, sinistrin, som finns i olika mängd från 2 till 20 %. Halten av dessa ämnen är störst på hösten, medan sockerhalten på våren är upp till 22 %.

## Användning
Droger från sjölök har haft medicinsk användning som hjärtstärkande, slemlösande och urindrivande preparat.
De röda lökarna, i färskt tillstånd eller extrakt från dessa, kan användas som råttgift.